# Neogurelca hyas
Espèce
Neogurelca hyas est une espèce d'insectes lépidoptères de la famille des Sphingidae, de la sous-famille des Macroglossinae, de la tribu des Macroglossini, de la sous-tribu des Choerocampina et du genre Neogurelca. C'est l'espèce type pour le genre. 

## Description
L'envergure varie de 34 à 40 mm. Les chenilles peuvent être vertes ou brunes.

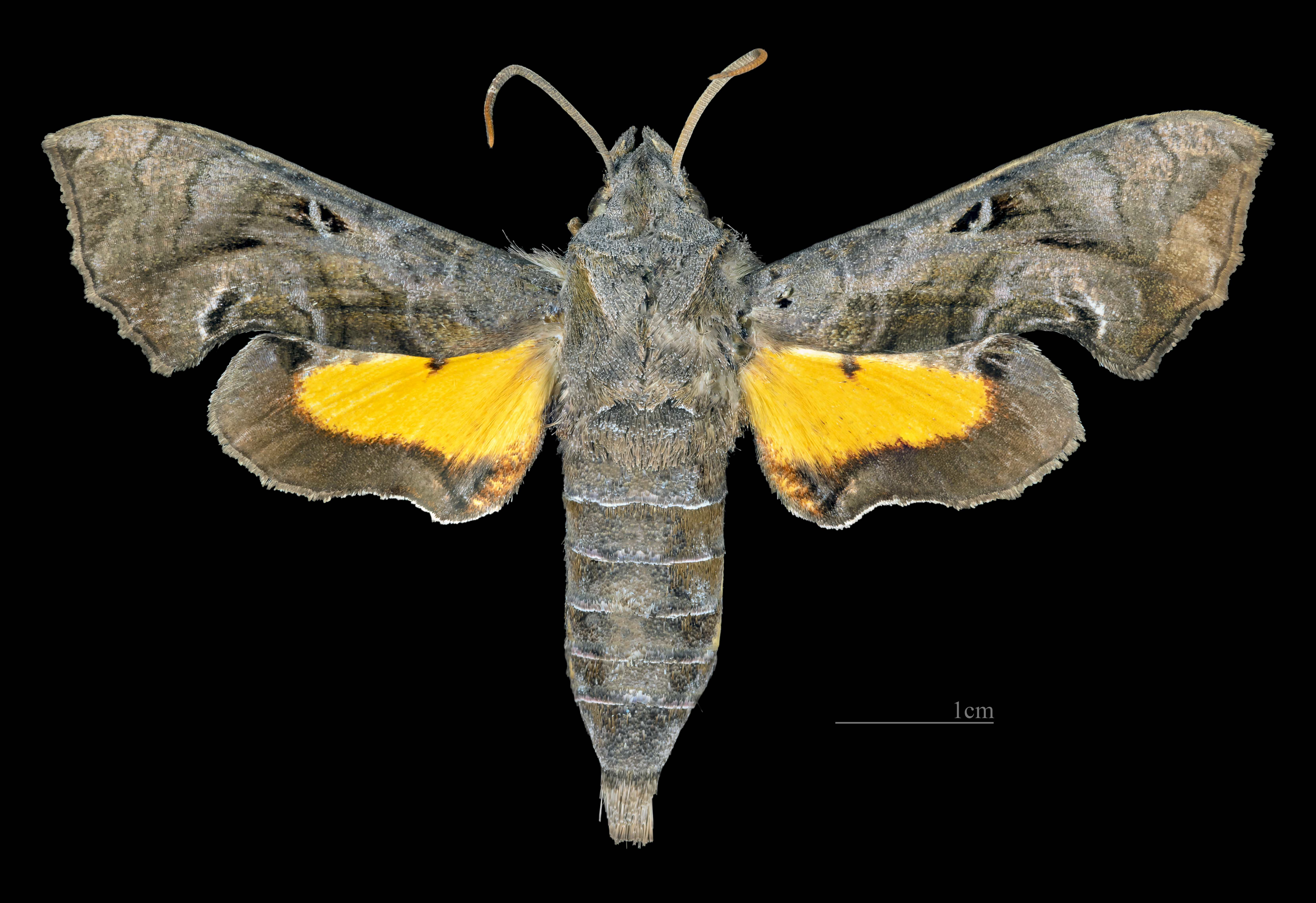
Avers du mâle (coll.MHNT)
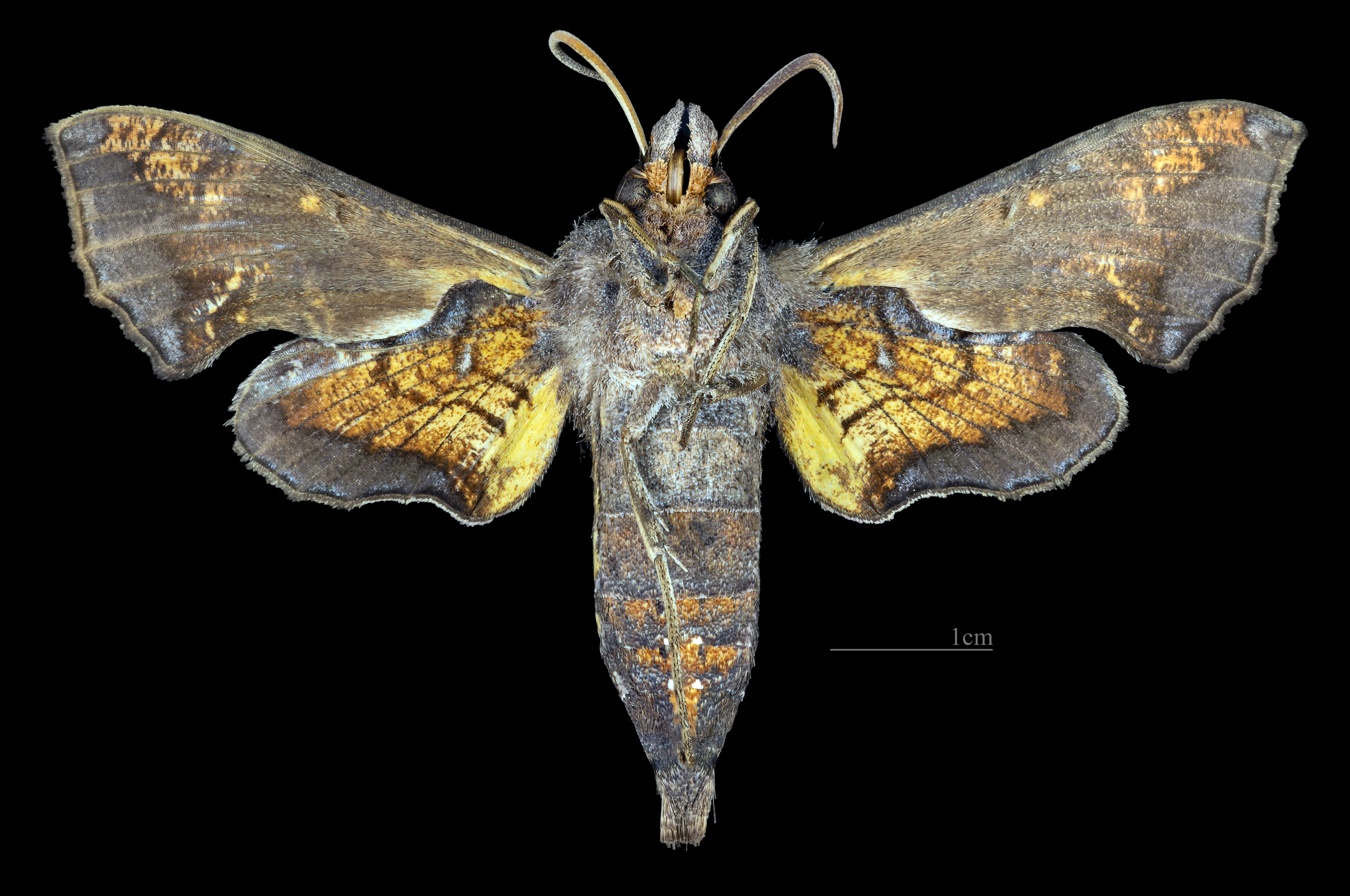
Revers du mâle (coll.MHNT)
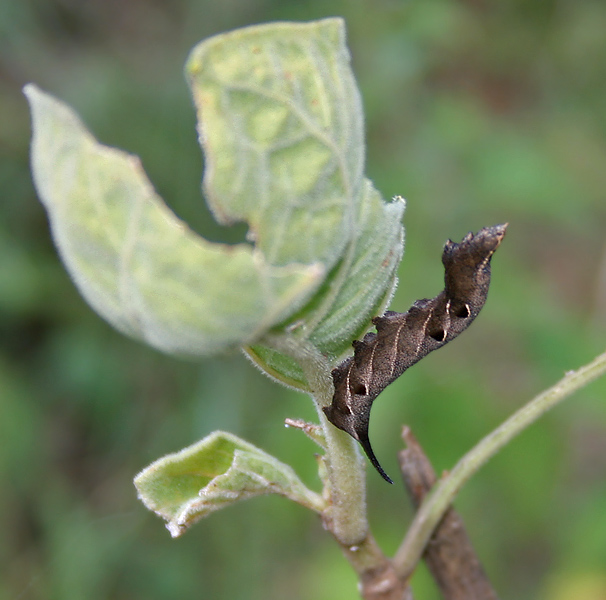
Forme brune de la chenille

## Biologie
C'est une espèce crépusculaire qui visite des fleurs, telle que Duranta erecta à Hong Kong, avant qu'il ne soit complètement noir. Les chenilles se nourrissent de Paederia scandens et de Serissa foetida dans le sud de la Chine, de Paederia foetida dans le nord-est de l'Inde et de Morinda dans le sud de l'Inde.

## Répartition et habitat
Répartition
L'espèce est connue en Inde, au Népal, en Birmanie, en Chine centrale et méridionale, à Taïwan, au sud du Japon, en Thaïlande, au Vietnam, en Malaisie (Péninsule), en Indonésie (Sumatra, Java) et aux Philippines.
Habitat
Il se compose des forêts ouvertes, des lisières des forêts, des vergers, des plantations, des zones boisés, des jardins de banlieue et des parcs de ville.

## Systématique
- L'espèce Neogurelca hyas a été décrite par l’entomologiste britannique Francis Walker en 1856 [1] sous le nom initial de Lophura hyas.

### Synonymie
- Lophura hyas Walker, 1856 Protonyme
- Perigonia macroglossoides Walker, 1866
- Macroglossum geometricum Moore, 1858
- Gurelca hyas conspicua Mell, 1922